# تپه محمودی شمالی
تپه محمودی شمالی مربوط به سده‌های ۶ تا ۸ ه.ق است و در شهرستان ازنا، بخش مرکزی، دهستان پاچه لک غربی، ۱/۵ کیلومتری جنوب شرقی روستای متروکه قاسم‌آباد واقع شده و این اثر در تاریخ ۲۳ بهمن ۱۳۸۵ با شمارهٔ ثبت ۱۷۱۶۱ به‌عنوان یکی از آثار ملی ایران به ثبت رسیده است.